# Ecatzingo
Ecatzingo är en kommun i Mexiko grundad 1916. Den ligger i sydöstra delen av delstaten Mexiko och cirka 80 km sydost om huvudstaden Mexico City. Den administrativa huvudorten i kommunen är Ecatzingo de Hidalgo, med 7 058 invånare år 2010. 
Ecatzingo är belägen på vulkanen Popocatépetls södra sluttningar och kommunens centrum ligger cirka 15 kilometer från toppen av berget.
Ecatzingo hade sammanlagt 9 369 invånare vid folkräkningen 2010 och kommunens area är 50,77 kvadratkilometer. Ecatzingo tillhör regionen Texcoco.
Kommunpresident sedan 2016 är Marcelino Robles Flores från Partido Revolucionario Institucional (PRI).
Ecatzingos kommunvapen antogs 1996, och består av en sittande man som skall symbolisera diminutiv, ett korphuvud som skall symbolisera aztekernas vindgud samt symboler av piktografisk skrift på nahuatl.

## Orter
De fem största samhällena i Ecatzingo var enligt följande vid folkräkningen 2010.
1. Ecatzingo de Hidalgo, 7 058 invånare.
2. San Juan Tlacotompa, 1 193 invånare.
3. San Marcos Tecomaxusco, 1 022 invånare.
4. Colonia Tepicila, 48 invånare.
5. Paraje Nexapa, 21 invånare.